# ليندسي ميتشيل
ليندسي ميتشيل هو كاتب أغاني كندي، ولد في 28 مايو 1949 في شمال لندن في المملكة المتحدة.

## وصلات خارجية
- ليندسي ميتشيل على موقع ميوزك برينز (الإنجليزية)